# Adela Florence Nicolson
Adela Florence Nicolson (ur. 9 kwietnia 1865, zm. 4 października 1904) – poetka angielska epoki wiktoriańskiej.

## Życiorys
Urodziła się jako Adela Florence Cory w miejscowości Stoke Bishop w hrabstwie Gloucestershire. Jej rodzicami byli pułkownik Arthur Cory and Fanny Elizabeth Griffin. W 1881 wyruszyła w podróż do Indii, żeby dołączyć do pełniącego tam służbę ojca, który wydawał The Civil and Military Gazette. Podobnie jak jej dwie siostry, Annie Sophie Cory i Isabel Cory, Adela postanowiła poświęcić się literaturze. Poślubiła dwukrotnie od siebie starszego pułkownika Malcolma Hasselsa Nicolsona, który, jako pasjonat lingwistyki, zapoznał ją z kulturą Indii. Gdy jej mąż zmarł po operacji prostaty, poetka, przejawiająca od dzieciństwa skłonność do depresji, popełniła samobójstwo, zażywając truciznę. Ich syn wydał jej poezje w 1922 roku.